# Château de Sainte-Croix (Sainte-Croix, Dordogne)
Pour l’article homonyme, voir Château de Sainte-Croix.
Le château de Sainte-Croix  est un château français implanté sur la commune de Sainte-Croix dans le département de la Dordogne, en région Nouvelle-Aquitaine. Il a été bâti à la fin du XVIIe siècle et agrandi ou modifié à différentes reprises.

## Historique
Le château a été construit à la fin du XVIIe siècle par les Laulanié de Sainte-Croix, une famille issue de la noblesse française et maîtres de forges. Ils possédaient et exploitaient les forges de la Mouline sur la Couze. 
Les Laulanié de Sainte-Croix, ont mis en vente le château courant 2018 pour environ 3 millions d'euros. 
Ce château est une propriété privée et ne se visite pas.

## Description
Le château a un style classique sobre avec un corps de logis de deux niveaux, entre des pavillons ayant un étage supplémentaire. L'avant-corps central possède un portail porté par des pilastres se terminant avec un fronton triangulaire. La haute toiture en tuiles est agrémentée de lucarnes avec des frontons à coquille.
La cour d'honneur s'ouvre par un portail monumental.
Le château comporte de nombreuses dépendances d'époque, comprend également deux fermes, un lac de 1 hectare et un total de 190 hectares de terres (dont 90 hectares de bois et 100 hectares de terres agricoles). Il y a aussi une maison de gardien ainsi qu'un presbytère datant du XIVe siècle. 
Le château possédait un ameublement de grande qualité dont un salon de tapisseries d'Aubusson figurant dans les fables de La Fontaine qui est conservé au musée Cognacq-Jay de Paris.

## Protection
Le château a été inscrit au titre des monuments historiques le 6 décembre 1948.